# Herb Trube
Herbert Lawrence Trube, meglio noto come Herb Trube (New York, 3 settembre 1886 – Norwalk, 13 luglio 1959), è stato un mezzofondista statunitense.

## Biografia
Nonostante una vittoria nel titolo delle due miglia del IC4A 1908 (Intercollegiate Association of Amateur Athletes of America), Trube era uno specialista nelle corse di un miglio. Nel 1908 vince il campionato AAU di un miglio, consistente in cinque giri nella città di New York. Trube vince la prima gara, ma la corsa è dichiarata nulla perché un funzionario aveva suonato il campanello dell'ultimo giro dopo soli tre giri. Una seconda gara viene corsa dopo un'ora e Trube vince nuovamente, ma i funzionari commettono lo stesso errore della prima corsa e anche questa è dichiarata nulla. Una terza corsa è fissata per il mercoledì successivo e Trube vince con il tempo di 4'25". Nel febbraio del 1909, corre in 4'19"8 diventando il primo atleta a scendere sotto i 4'20" nel miglio indoor.
Nel 1908 prese parte ai Giochi olimpici di Londra conquistando la medaglia d'argento nelle 3 miglia a squadre: individualmente si classificò nono (terzo tra gli statunitensi), portando alla squadra, formata da George Bonhag, John Eisele, Gayle Dull e Harvey Cohn, 9 punti. Corre anche le 5 miglia, giungendo sesto su sei nella propria batteria.

## Palmarès
| Anno | Manifestazione  | Sede   | Evento             | Risultato     | Prestazione | Note  |
| ---- | --------------- | ------ | ------------------ | ------------- | ----------- | ----- |
| 1908 | Giochi olimpici | Londra | 5 miglia           | elim. qualif. | n/d         |       |
| 1908 | Giochi olimpici | Londra | 3 miglia a squadre | Argento       | 19 p.       | [ 1 ] |